# Identificazione proiettiva
Il concetto di identificazione proiettiva è stato formulato dalla psicoanalista Melanie Klein in Note su alcuni meccanismi schizoidi (1946) per spiegare un meccanismo di difesa, caratteristico della posizione schizoparanoide, in cui è attivo il fantasma di introdurre sé, o parti scisse di sé all'interno dell'oggetto (madre o caregiver) al fine di possederlo e controllarlo. Ciò conduce a una “particolare identificazione”. 
Per meglio inquadrare e definire il concetto kleiniano di identificazione proiettiva in tutti i suoi aspetti è indispensabile considerare il contesto e le condizioni nelle quali l'autrice lo inscrive. Le condizioni iniziali di vita del bambino si realizzano nel contesto paradigmatico della relazione oggettuale, presupposto teorico fondante nel pensiero kleiniano. Sono le condizioni della primissima infanzia, che è dominata dalla pulsione di morte, dalla prioritaria necessità di integrazione dell'Io e dal dominio delle pulsioni libidiche e distruttive, ad essere prese in esame e a guidare la lettura del fenomeno così come la Klein lo ha descritto.
Il meccanismo di difesa individuato da Melanie Klein è stato successivamente riconsiderato da numerosi autori soprattutto per le implicazioni nel setting terapeutico (Herbert A. Rosenfeld, Hanna Segal) e per la funzione della identificazione proiettiva nella comunicazione umana (Wilfred Bion).

## L'Io e l'angoscia
Per M. Klein (1946) l'angoscia originata dalla separazione avvenuta con il parto, dalla frustrazione dei bisogni e dalla condizione fisiologica del bambino, minaccia di travolgere l'Io ancora scarsamente coeso, oscillante tra integrazione e frantumazione e assume precocemente il carattere di angoscia persecutoria. Nel suo lavoro La psicoanalisi dei bambini, M. Klein (1932) chiarisce che “la maggiore o minore coesione dell'Io nei primi mesi di vita potrebbe essere valutata sulla base della maggiore o minore capacità dell'Io di tollerare l'angoscia”, capacità questa, di ordine costituzionale.
Il naturale processo di integrazione e di crescita dell'Io prevede il precoce e continuo svolgersi di processi introiettivi e proiettivi nella relazione con l'oggetto sin dall'inizio della vita.
"il primo oggetto è il seno materno, il quale per il lattante si scinde prestissimo in seno buono, (soddisfacitorio), e cattivo se è frustrante; questa scissione ha come risultato la disgiunzione e la separazione dell'odio e dell'amore. Ho inoltre avanzato la tesi che il rapporto con tale primo oggetto ne implica l'introiezione e la proiezione, e che perciò le relazioni oggettuali sono foggiate sin dal principio dall'azione reciproca fra introiezione e proiezione, fra oggetti e situazioni interni e oggetti e situazioni esterni. Questi processi concorrono alla formazione dell'Io e del Super-io” (M. Klein, 1946, p. 410).
Appare rilevante sottolineare come la Klein (1935), in Contribuito alla psicogenesi degli stati maniaco-depressivi, specifica che gli oggetti non vengono avvertiti come oggetti “cattivi” soltanto perché “non soddisfacitori” ma anche perché il bambino "proietta su di essi la propria aggressività; per questo fatto egli li immagina come oggetti realmente pericolosi, come persecutori che teme lo divorino, svuotino il suo corpo, la facciano a pezzi, lo avvelenino; che, in breve, tramino la sua distruzione con tutti i mezzi escogitabili dal sadismo. Queste imago fantastiche, configurazioni distorte degli oggetti reali che ne sono il fondamento, vengono collocate non solo nel mondo esterno ma, con il processo dell'incorporazione, anche nell'Io. Ne consegue che tutti i bambini in tenerissima età attraversano situazioni d'angoscia (alle quali reagiscono attivando meccanismi di difesa) il cui contenuto si può paragonare a quello delle psicosi degli adulti". (M. Klein, 1935, p. 297).
I processi introiettivi permettono di “incorporare” nel sistema dell'Io la rappresentazione mentale dell'oggetto, per cui il rapporto dell'Io con l'oggetto si trasforma nel rapporto dell'Io con l'oggetto introiettato. L'introiezione dell'oggetto “soddisfacitorio”, dunque “buono”, stimola la proiezione di sentimenti d'amore dentro la madre e ciò costituisce un presupposto del rinvenimento dell'oggetto “buono”, della possibilità di sviluppare una buona relazione oggettuale e ciò a sua volta, per reintroiezione, rinsalda il senso del possesso di un oggetto interno buono. (Klein, 1952)
Per M. Klein (1952), gli oggetti persecutori interni poiché generano angosce caratteristicamente psicotiche che minacciano l'integrità dell'Io, vengono scissi, separati dagli oggetti “buoni” interni e proiettati nell'oggetto affinché li contenga. La pulsione di morte e l'aggressività invadono l'oggetto con la fantasia di aggredirlo e controllarlo alimentando tuttavia le angosce persecutorie e, qualora i processi di scissione divengano massicci, l'Io tende a frammentarsi eccessivamente.
"Nello sviluppo normale gli stati di disintegrazione vissuti dal lattante sono transitori; peraltro i soddisfacimenti da parte dell'oggetto buono esterno, oltre ad altri fattori, concorrono continuamente a disperdere questi stati schizoidi. La capacità del lattante di superare stati schizoidi temporanei è connaturale alla grande elasticità e capacità di recupero della psiche infantile" (M. Klein, 1952, pagg., 418, 419). 
In una nota in Alcune conclusioni teoriche sulla vita emotiva del bambino nella prima infanzia, M. Klein (1952), fa riferimento al sostegno, nel superamento degli stati di disintegrazione e delle angosce di carattere psicotico, che trova la massima espressione nell'amore e nella comprensione del lattante da parte della madre. Questo elemento, seppur in secondo piano, induce una prima riflessione sull'oggetto e sugli effetti che il comportamento dell'oggetto hanno sulla fantasia inconscia del bambino, sui fenomeni di scissione patologica e sull'identificazione proiettiva da lui messa in atto. Infatti, tenendo conto l'intima relazione processuale che lega scissione e identificazione proiettiva (si evacuano parti di scisse di sé) e dal momento che la stessa M. Klein sembra riconoscere una funzione modulatrice all'intervento dell'oggetto sui processi di scissione, appare legittimo chiedersi se essa intende affermare che, almeno indirettamente, l'oggetto possa modulare anche il ricorso all'identificazione proiettiva da parte del bambino.
Una prima considerazione su quanto esposto riguarda la condizione nella quale l'Io viene a confrontarsi con la pressione di angosce non elaborabili, percepite come disintegranti. Ciò riconduce sia alle molteplici situazioni cliniche nelle quali l'Io non è in grado o in condizione di sostenere l'angoscia, che a tutti quei casi in cui, per motivi diversi e con intensità diverse, l'Io di un individuo può sperimentare tale condizione nell'arco di vita.
Nello sviluppo ontogenetico, uno dei meccanismi difensivi più precoci appare essere quello della scissione che in questo lavoro viene presa in considerazione in quanto, soprattutto nella visione kleiniana, costituisce un presupposto fondamentale al verificarsi dell'identificazione proiettiva. 
Il bisogno di tenere separati pulsione di vita e pulsione di morte attiva precocemente nel bambino processi di scissione dai quali derivano gli oggetti parziali interni ed esterni e ciò attiene al normale processo di sviluppo. In senso patologico la scissione concerne la separazione dell'esperienza nonché la scissione dell'oggetto, la sua frantumazione o inappropriata percezione e la comparsa del meccanismo del diniego ed il blocco dei processi evolutivi.
"Una delle primissime difese nei confronti della paura dei persecutori, siano questi immaginati nel mondo esterno o interiorizzati, è costituita dalla scotomizzazione, cioè dal diniego della realtà psichica; questo può produrre una limitazione considerevole dei meccanismi dell'introiezione e della proiezione e tradursi in diniego della realtà esterna, una situazione che costituisce la base delle psicosi più gravi." (M. Klein, 1935, pagg., 297, 298)
Nel normale processo di sviluppo la scissione consente all'Io di “emergere dal caos e di mettere ordine nelle sue esperienze” (Hanna Segal, 1964a). Questo riordinare l'esperienza costituisce una condizione preliminare della successiva integrazione. La scissione è alla base di ciò che durante lo sviluppo diventerà la facoltà discriminativa e, nella vita adulta, la capacità di attenzione e quella di sospendere la propria emozione per formare un giudizio razionale (scissione temporanea reversibile). Il processo della scissione caratterizza dunque il funzionamento difensivo iniziale dell'Io facilitando e regolando anche lo stabilirsi della relazione oggettuale e nel contempo esprime una modalità organizzativa dell'esperienza.
Da quanto esposto appare che ciò che stabilisce la differenza tra questi diversi processi di scissione sia la possibilità che questi siano modulati da un agente che ne contrasti le forme disintegranti. Per la Klein questo agente è il seno buono interiorizzato, “punto focale dell'Io” che favorisce la coesione, l'integrazione e la strutturazione dell'Io. In una nota, significativamente, M. Klein (1946, 414) sottolinea quindi la diversità di posizione rispetto a Winnicott (1945) secondo il quale l'integrazione e l'adattamento alla realtà derivano essenzialmente dall'esperienza che il lattante fa dell'amore e delle cure materne.
La relazione tra “seno buono introiettato” e la natura dei processi proiettivi viene successivamente ripreso dalla Klein nel suo lavoro Sull'identificazione (1955) dove osserva che la misura dell'investimento verso il seno dipende da una combinazione di fattori esterni ed interni, tra i quali è di estrema importanza la capacità intrinseca di amore. Tanto più viene internalizzato saldamente il seno buono, tanto più il prototipo degli oggetti buoni interni si radicherà influenzando sia la forza che la natura delle proiezione; in particolare decide della prevalenza dei sentimenti di amore o degli impulsi distruttivi nelle proiezioni.
"Nel corso dei lavori successivi sono poi arrivata a riconoscere la grande importanza per l'identificazione di certi meccanismi di proiezione che sono complementari di quelli di introiezione con altre persone. Il processo che sta alla base dei sentimenti di identificazione con le altre persone, cioè l'attribuzione di qualità o atteggiamenti propri di un altro ad esse, era generalmente ammesso anche prima che il corrispondente concetto venisse introdotto nella teoria psicoanalitica. [...] Il meccanismo che sta alla base di questi fenomeni, tuttavia, non era stato studiato in modo molto approfondito quando nel mio “Notes on some schizoid mechanism” suggerii il termine identificazione proiettiva per quei processi che fanno parte della posizione schizo-paranoide." (M. Klein, 1955; trad. it., 1972, pagg. 81, 82, 83) 
La Klein descrive l'estensione delle conseguenze sull'Io della relazione oggettuale e dei processi introiettivi e proiettivi ed anche della futura possibilità di rinvenire oggetti interiorizzati. 
"[...] un oggetto buono saldamente radicato, che impilca un amore per quell'oggetto altrettanto saldamente radicato, dà all'Io un sentimento di ricchezza e di abbondanza che permette un'effusione di libido e una proiezione di parti buone del Sé nel mondo esterno senza che sorga un senso di vuoto interiore. L'Io allora può sentirsi capace tanto di reintroiettare l'amore riversato dall'esterno, quanto di prendere in sé la bontà attingendola da altre sorgenti, e così venire arricchito nel corso dell'intero processo. In altre parole, in casi simili vi è un equilibrio tra il dare e il prendere, tra la proiezione e l'introiezione." (M. Klein, 1955; trad. it. 1972, p. 85)

## Identificazione proiettiva e relazioni oggettuali schizoidi
Negli impulsi sadico-orali descritti da Klein (1932) in La psicoanalisi dei bambini, come anche in quelli sadico-anali, vige la fantasia di depredare il corpo materno svuotandolo dei suoi contenuti “buoni”, ma a questi si aggiungono evolutivamente altri tipi di fantasie aggressive, come la fantasia anale, che
"[...] si incentra sul riempire il suo [della madre] corpo di sostanze cattive e di parti del Sé scisse e proiettate dentro di lei. Queste sostanze o parti del Sé sono rappresentate soprattutto da escrementi, visti come mezzi di danneggiamento, di distruzione o di controllo dell'oggetto aggredito." (M. Klein, 1952, p. 468)
È proprio a proposito di questa ultima fantasia che Melanie Klein (1952) ipotizza che nella misura in cui è l'intero Sé ad essere coinvolto nel processo, esso prende possesso dell'oggetto esterno e ne fa “un'estensione del Sé per proiezione”, l'oggetto diviene in tal modo un “rappresentante dell'Io”. È su queste basi che, secondo l'autrice, poggia l'identificazione per proiezione o identificazione proiettiva. Una dinamica complementare all'identificazione per proiezione riguarda l'identificazione per introiezione che è basata sulla fantasia sadico-orale di incorporazione già operante nel primissimo rapporto con il seno. 
Il meccanismo della identificazione proiettiva si attiva dunque mediante l'evacuazione fantasmatica dentro l'oggetto di parti scisse di sé. L'oggetto dunque, diviene anche rappresentante del sé o di parti rifiutate di sé. Egli rimane identificato con queste parti e sente l'esigenza di controllarle evitando, inoltre, la vendetta dell'oggetto. Tuttavia, il controllo dell'oggetto determina un legame più stretto e confuso, di conseguenza il processo di separazione dall'oggetto regredisce rafforzando le angosce persecutorie. La fantasia aggressiva di possesso dell'oggetto stabilisce quella che la Klein chiama il primo caso di relazione oggettuale aggressiva.
Integrando la sua prima concezione di una “fase persecutoria”, caratteristica di questo iniziale periodo dello sviluppo, con la “posizione schizoide” dell'Io primitivo postulata da Fairbairn (1941), M. Klein conia il termine di “posizione schizo-paranoide” per descrivere una specifica configurazione di angosce e difese nella quale si realizza il rapporto con gli oggetti parziali. 
È utile soffermarsi su alcuni interrogativi che sorgono dalla considerazione che le difese costituiscono meccanismi omeostatici dell'Io che tendono a mantenere un basso livello di attivazione psichica, viene a questo punto da chiedersi di quali parametri di feedback si avvale la identificazione proiettiva per essere modulata o per autoregolarsi? Degli stessi che incidono nella scissione di cui fa cenno M. Klein? Si tratta di feedback fantasmatici, intrapsichici o anche l'oggetto reale può diventare un ‘parametro di ritorno’? Il suo distinguo dalla visione winnicottiana depone per la concorrenza di processi maturativi, e fenomeni intrapsichici. Dunque si ritiene che la peculiare prospettiva kleiniana non abbia potuto cogliere o evidenziare a sufficienza questi aspetti della identificazione proiettiva, analogamente a quanto accennato circa la modulazione dei processi di scissione. D'altra parte, nella posizione schizo-paranoide, tra scissione, identificazione proiettiva e introiezione dell'oggetto persecutore si instaura un circolo vizioso e appare improbabile che quest'ultimo si possa ridimensionare senza l'intervento di uno specifico fattore interveniente (in termini meccanicistici: senza una ‘retroazione negativa’). Si ritiene che questo costituisca un passaggio critico nella teorizzazione kleiniana e che debba esserci qualche elemento capace di agire e trasformare il circolo vizioso della posizione schizo-paranoide facendo diminuire il bisogno di usare le difese schizoidi indipendentemente dai processi maturativi. 
Nelle relazioni oggettuali schizoidi le angosce paranoidi connesse all'identificazione proiettiva disturbano i processi della proiezione e dell'introiezione che possono divenire massicci, tale è la condizione riscontrabile nel neonato ma anche, come vedremo, nei disturbi gravi. In particolare, l'introiezione, che per sua natura è caratterizzata da passività e dipendenza, qualora eccessiva, può condurre ad un annichilimento della propria individualità e delle capacità esplorative del mondo, oppure presentarsi come una fantasia di voracità depredatoria da parte dell'oggetto, “un'introduzione forzata dall'esterno all'interno a castigo della proiezione violenta” (Klein, 1946). Anche un eccesso di proiezione delle angosce distruttive e aggressive del Sé può portare al soggetto un mondo interno pieno di oggetti invasivi, vendicativi e persecutori.
L'insuccesso dell'elaborazione della posizione schizo-paranoide può produrre un rafforzamento regressivo delle paure di persecuzione, aumentando in tal modo lo stabilirsi di stati di maggiore disintegrazione e consolidare i punti di fissazione di future psicosi, come anche l'insorgere di turbe gravi durante la posizione depressiva può condurre, nel corso della vita, a disturbi maniaco-depressivi (op. cit.) 
Le relazioni oggettuali schizoidi possono declinare in configurazioni che comportano ulteriori introiezioni di oggetti persecutori, che generano al contempo senso di colpa nei confronti dell'oggetto o anche, è possibile, la fantasia difensiva di idealizzazione dell'oggetto “cattivo” per trasformarlo, illusoriamente, in oggetto “buono”. Naturalmente questa ultima eventualità può compromettere la futura capacità del bambino di distinguere emozionalmente ciò che è “buono” da ciò che è “cattivo”.
Nella proiezione eccessiva, oltre all'incremento delle angosce persecutorie, le parti buone della personalità sono sentite come fossero esaurite, perdute, anche questo processo ha quindi come risultato un indebolimento e un impoverimento dell'Io. Ben presto questo tipo di processo si estende ad altre persone e il risultato può essere una dipendenza forte da rappresentanti esterni delle proprie parti buone. In questo caso una conseguenza aggiuntiva è l'insorgere della paura che si sia perduta la capacità di amare perché si avverte che l'oggetto d'amore è amato soprattutto in quanto rappresentante del Sé.
Nella relazione oggettuale schizoide si produce la fantasia di prendere possesso dell'oggetto, di farne “un'estensione del Sé per proiezione; l'oggetto diviene così in certo qual modo un rappresentante dell'Io; è su queste basi, a mio giudizio, che poggia l'identificazione per proiezione o “identificazione proiettiva” (1952, trad.it. 1978, p. 468).
L'oggetto o parti di esso possono essere identificate con i propri contenuti proiettati. L'angoscia persecutoria che ne consegue attiene al timore di essere aggredito dall'oggetto vendicativo. Tuttavia il processo permette al bambino di liberasi temporaneamente e parzialmente dell'angoscia di morte ed alimenta la fantasia inconscia di poter controllare l'oggetto ed anche di non essere completamente separato da esso.

## Identificazione proiettiva nella psicopatologia
La relazione oggettuale schizoide, che nella visione kleiniana può costituire un punto di regressione o fissazione rispetto al normale processo di sviluppo, è riscontrabile in molteplici quadri psicopatologici connessi con i disturbi tipicamente schizoidi e paranoidei. La collocazione temporale della posizione schizo-paranoide, nel divenire dello sviluppo, è talmente anticipata che i disturbi ad essa riconducibili sono caratterizzati dagli stati primitivi dell'Io già descritti. L'introiezione, la scissione, la proiezione, l'identificazione proiettiva, l'idealizzazione, la negazione, il dominio onnipotente, il ritiro e la dipendenza sono tutte risposte difensive primitive tipiche di questa ‘posizione’. Il carattere fondamentalmente narcisistico della relazione oggettuale schizoide è connesso alla natura stessa dell'amore e dell'ammirazione dell'oggetto che viene idealizzato in quanto contiene il proprio ideale dell'Io proiettato. Come pure narcisistica è la condizione nella quale sono parti “cattive” e scisse di sé ad essere proiettate poiché l'oggetto rappresenta comunque una parte del Sé; in questa condizione si genera tuttavia l'impulso di controllare gli altri tipico delle nevrosi ossessive (Klein, 1946). Nella visione di M. Klein, tale impulso è, analogamente, rivolto all'oggetto interiorizzato; a questo proposito, l'autrice ritiene che “un'origine dei meccanismi ossessivi si può quindi trovare nella particolare identificazione risultante dai processi proiettivi infantili” e osserva che la tendenza ossessiva alla riparazione non è mossa soltanto dai sensi di colpa verso l'oggetto, ma implica anche la necessità di riparare parti di Sé (op. cit., 422). 
Sul piano patologico la scissione può presentarsi con una percezione di frammentazione a causa del fallimento nella costruzione di un senso di sé rispetto all'oggetto. Anche il proprio confine corporeo può essere esperito come non capace di contenere se stessi. La Klein (1946) focalizza l'attenzione sul ruolo della scissione nella genesi della schizofrenia osservando che i meccanismi difensivi molto primitivi della posizione schizo-paranoide danneggiano fortemente il funzionamento mentale e sono gli stessi presenti nella schizofrenia, nella depressione e nella paranoia.
"Io ritengo che l'angoscia primaria di essere annientati da una forza distruttiva interna, assieme alla reazione specifica dell'Io costituita dalla frammentazione o scissione di sé stesso, abbiano un peso estremamente rilevante in tutti i processi schizofrenici”. (M. Klein, pagg. 413, 414)
La stretta relazione tra le condizioni che caratterizzano le relazioni oggettuali nella posizione schizoparanoide e i disturbi schizoidi e schizofrenici sono il tema di fondo in Note on some schizoid mechanism. È infatti partendo dal lavoro clinico con questa tipologia di pazienti che M. Klein formula l'esistenza precoce delle difese schizoidi che descrive. Il nesso tra le caratteristiche degli stati schizofrenici e le relazioni oggettuali schizoidi lo si trova in tutta la sua opera. “Le varie scissioni dell'Io e degli oggetti interni si trasformano in sensazione che l'Io sia in frammenti, sensazione che equivale a uno stato di disintegrazione” (1946, 413).
"[…] se perciò si presentano stati di scissione e quindi di disintegrazione troppo frequenti, troppo protratti e che l'Io non riesce a superare, essi vanno considerati, a mio parere, segni di schizofrenia infantile; alcuni indizi di questa malattia si possono quindi rilevare già nei primissimi mesi di vita. Negli adulti gli stati di depersonalizzazione e di dissociazione schizofrenica appaiono appunto come una regressione a questi stati di disintegrazione infantile." (M. Klein, 1946, p. 419)
Dunque anche le angosce tipiche della paranoia, come quelle della schizofrenia, riconducono alle angosce della posizione schizoparanoide, o meglio, testimoniano una regressione a tale posizione. Il loro nesso con la proiezione eccessiva è già stato esposto da Freud (1910) in Osservazioni psicoanalitiche su un caso di paranoia dove mette in luce che la proiezione è la caratteristica più vistosa nella formazione del sintomo paranoico.
Alcuni autori (Lis A., Stella S., Zavattini G.C., 1999) ritengono che Melanie Klein “connette in un unico quadro la schizofrenia e la paranoia, perché il deliro persecutorio tipico della paranoia sarebbe la conseguenza della scissione e proiezione” dell'oggetto “cattivo”. Infatti, in Contributo alla psicogenesi degli stati maniaco-depressivi, la Klein precisa che: 
"[…] poiché la paura degli oggetti interiorizzati non si estingue solo con la loro proiezione, l'Io schiera contemporaneamente contro i persecutori interni le stesse forze che impiega contro quelli esterni. In tutto ciò troviamo i contenuti angosciosi e i meccanismi di difesa che costituiscono la base della paranoia. Qualcosa di questa angoscia, però già sottoposta a proiezione e in un certo qual modo attenuata, la scopriamo nella paura infantile dei maghi, delle streghe, degli animali feroci ecc. Una delle conclusioni a cui sono giunta a suo tempo è inoltre che l'angoscia psicotica infantile, e in particolare quella paranoide, è legata e alleviata da meccanismi ossessivi che compaiono molto precocemente." (M. Klein, 1935, p. 298)
M. Klein riferisce anche dello stretto nesso tra i vissuti della relazione oggettuale schizoide e gli esiti successivi, evidenziando come la paura dell'intrusione distruttiva o il senso di colpa possono condurre al ritiro dalle persone, oppure al loro vincolo coatto; inoltre, la fantasia di aver distrutto l'oggetto esterno può ripercuotersi anche sull'oggetto interno indebolendo eccessivamente l'Io, apportando senso di solitudine e timore del distacco. “Alcuni aspetti delle relazioni oggettuali schizoidi si possono rinvenire, in misura minore e in forma meno appariscente, anche in individui normali; mi riferisco per esempio alla timidezza, alla mancanza di spontaneità o, all'opposto, l'interesse particolarmente intenso per il prossimo” (1946, 423).